# Wybory samorządowe w Polsce
Wybory samorządowe w Polsce – wybory członków organów samorządu terytorialnego: rad gmin (również rad miast na prawach powiatu), rad powiatów oraz sejmików województw, a ponadto (od 2002) jednoosobowych organów wykonawczych gmin – wójtów, burmistrzów, prezydentów miast.
Przeprowadza się także wybory do rad dzielnic i osiedli. W Warszawie wybory do rad dzielnic odbywają się razem z wyborami do Rady m. st. Warszawy i Prezydenta m. st. Warszawy. W pozostałych gminach, w których powołano jednostki pomocnicze, zasady i termin przeprowadzania wyborów do rad jednostek pomocniczych określa uchwała rady gminy.
Od 2018 wybory odbywają się co 5 lat (tyle czasu trwa kadencja organów; w latach 1998–2018 trwała 4 lata). Pierwsza tura wyborów samorządowych w Polsce w 2018 odbyła się 21 października.
Dla uniknięcia organizacji jesienią 2023 w zbliżonym terminie wyborów samorządowych oraz parlamentarnych (te drugie odbyły się 15 października 2023), na podstawie Ustawy z dnia 29 września 2022 r. o przedłużeniu kadencji organów jednostek samorządu terytorialnego kadencję rad gmin, rad powiatów i sejmików województw, rad dzielnic miasta stołecznego Warszawy oraz wójtów, burmistrzów i prezydentów miast wydłużono ich kadencje do 30 kwietnia 2024.

## Ordynacja
W gminach mających do 20 000 mieszkańców (do 2017 również we wszystkich gminach niebędących miastami na prawach powiatu) wybory radnych odbywają się według ordynacji większościowej, w systemie większości względnej (w okręgach jednomandatowych, według zasady FPTP), natomiast w pozostałych gminach (do 2017 włącznie miastach na prawach powiatu), a także w powiatach i województwach – według systemu proporcjonalnego, w którym głosy wyborców przelicza się na mandaty według reguły d’Hondta, preferującej duże ugrupowania. Taki system wyborczy bywa krytykowany jako centralistyczny i prowadzący do upolitycznienia organów samorządu terytorialnego.
Wybory samorządowe w 2014 po raz pierwszy zostały przeprowadzone według ustawy z 5 stycznia 2011 – Kodeks wyborczy.

## Czynne i bierne prawo wyborcze
Wpisanie do rejestru wyborców jest formą urzędowego potwierdzenia posiadania praw wyborczych z uwzględnieniem faktu stałego zamieszkiwania na obszarze gminy.
Przesłanką decydującą o posiadaniu biernego lub czynnego prawa wyborczego w wyborach samorządowych jest fakt stałego zamieszkiwania (art. 10 Kodeksu wyborczego (Dz.U. z 2022 r. poz. 1277)).
Prawo wybierania (czynne prawo wyborcze) do danej rady ma, z zastrzeżeniem art. 10 ust. 3, każdy polski obywatel oraz obywatel państwa Unii Europejskiej niebędący obywatelem polskim, który najpóźniej w dniu głosowania kończy 18 lat oraz stale zamieszkuje na obszarze działania tej rady.
Nie mają prawa wybierania osoby:
1. pozbawione praw publicznych prawomocnym orzeczeniem sądowym;
2. pozbawione praw wyborczych orzeczeniem Trybunału Stanu;
3. ubezwłasnowolnione prawomocnym orzeczeniem sądowym.

Prawo wybieralności (bierne prawo wyborcze) w wyborach do organów stanowiących jednostek samorządu terytorialnego (rad i sejmików), posiada osoba mająca prawo wybierania tych organów, a w wyborach wójta – obywatel polski mający prawo wybierania wyborach do rady, który najpóźniej w dniu głosowania kończy 25 lat, z tym że kandydat nie musi stale zamieszkiwać na obszarze gminy, w której kandyduje.
Nie mają prawa wybieralności osoby:
1. skazane na karę pozbawienia wolności za przestępstwo umyślne ścigane z oskarżenia publicznego;
2. wobec których wydano prawomocny wyrok warunkowo umarzający postępowanie karne w sprawie popełnienia przestępstwa umyślnego ściganego z oskarżenia publicznego
3. które zostały uprzednio dwukrotnie wybrane na wójta w danej gminie w wyborach odbywających się w zwyczajnym terminie.

Prawa wybieralności nie ma obywatel Unii Europejskiej niebędący obywatelem polskim pozbawiony prawa wybieralności w państwie członkowskim Unii Europejskiej, którego jest obywatelem.